# Eduard Joseph Machaczek
Eduard Joseph Machaczek, auch Macháček und Machatschek, (* 31. Dezember 1815 in Böhmisch Zinnwald; † 29. März 1893 in Dresden) war ein römisch-katholischer Geistlicher und Publizist.

## Leben und Wirken
Eduard Joseph Machaczek war der Sohn eines k. k. österreichischen Zollbeamten in Böhmisch Zinnwald auf dem Kamm des Osterzgebirges. Nach dem Besuch verschiedener Schulen und Gymnasien in Reichenau, Jitschin, Schlan und Prag wurde Eduard Joseph Machaczek im Jahre 1835 in das bischöfliche Klerikalseminar in Leitmeritz aufgenommen, das er 1839 nach der Priesterweihe verließ. Als Kaplan erhielt er in Hochpetsch bei der Stadt Brüx (Most) seine erste seelsorgerische Anstellung.
1844 folgte Eduard Joseph Machaczek dem Ruf als Hilfsgeistlicher an die katholische Kirche (alte St.-Johannes-Nepomuk-Kirche) in die Bezirksstadt Chemnitz im Königreich Sachsen. Nach kurzer Tätigkeit als Pfarrer und Administrator der katholischen Hofkirche im Schloss Hubertusburg in Wermsdorf ab 1845, kehrte er als katholischer Pfarrer nach Chemnitz zurück. Seinen Ruhestand verlebte er in Dresden,  wo er am Sachsenplatz Nr. 3 lebte und nach dem Tod auf dem katholischen Friedhof beigesetzt wurde.

## Schriften (Auswahl)
- Feierstunden für die katholische Jugend, Oschatz, 1848.
- Geschichte des Königreichs Sachsen. Nach glaubwürdigen Quellen dargestellt, Leipzig, 1861.
- Ein Festblatt zum Silberjubiläum des Bischofs Ludwig Forwerk zu Dresden, Braunschweig, 1864.
- Kurzer Leitfaden zur Geschichte Sachsens. Für die katholische Volksschulen, Chemnitz, Selbstverlag, 1868.
- Lesekränzchen für das jugendliche Alter, 1.–5. Heft, Chemnitz, Blochmann, o. J.
- Leitfaden zur Naturlehre. Bearbeitet für die katholische Volksschule, Erfurt, 1870.
- Leitfaden zur Naturbeschreibung. Bearbeitet für die katholische Volksschule, 1870.
- Geschichte der Bischöfe des Hochstiftes Meissen in chronologischer Reihenfolge, Dresden 1884 (online)